# Società Sportiva Cavese 1981-1982
Questa voce raccoglie le informazioni riguardanti la Società Sportiva Cavese nelle competizioni ufficiali della stagione 1981-1982.

## Stagione
La Cavese, in questa stagione, partecipa per la prima volta nella sua storia al campionato di serie B. Il campionato inizia con 3 vittorie e due pareggi nelle prime 5 partite, ma poi il rendimento cala fino ad arrivare a fine campionato al 14º posto, a pari punti con la Pistoiese, Foggia e Rimini, ma la squadra riesce a salvarsi grazie alla differenza reti favorevole.
In Coppa Italia i metalliani vengono eliminati alla fase a gironi.

## Divise e sponsor
| Casa | Trasferta |

## Organigramma societario
Di seguito sono riportati i membri dello staff della Cavese.
Area direttiva
- Presidente: Isidoro Sica

Area tecnica
- Allenatore: Pietro Santin

## Rosa
Di seguito è riportata la rosa della Cavese.
| N. |                   | Ruolo | Calciatore         |
| -- | ----------------- | ----- | ------------------ |
|    | Italia (bandiera) | P     | Franco Paleari     |
|    | Italia (bandiera) | P     | Antonio Pigino     |
|    | Italia (bandiera) | D     | Giacomo Chinellato |
|    | Italia (bandiera) | D     | Gavino Costaggiu   |
|    | Italia (bandiera) | D     | Giovanni Gregorio  |
|    | Italia (bandiera) | D     | Giuseppe Guerini   |
|    | Italia (bandiera) | D     | Roberto Pidone     |
|    | Italia (bandiera) | D     | Adriano Polenta    |
|    | Italia (bandiera) | D     | Rosario Sasso      |
|    | Italia (bandiera) | D     | Antonio Apicella   |
|    | Italia (bandiera) | C     | Pietro Biagini     |
|    | Italia (bandiera) | C     | Paolo Biancardi    |

| N. |                   | Ruolo | Calciatore         |
| -- | ----------------- | ----- | ------------------ |
|    | Italia (bandiera) | C     | Antonio Crusco     |
|    | Italia (bandiera) | C     | Angelo Cupini      |
|    | Italia (bandiera) | C     | Sergio Mari        |
|    | Italia (bandiera) | C     | Danilo Parolari    |
|    | Italia (bandiera) | C     | Giuseppe Pavone    |
|    | Italia (bandiera) | C     | Giorgio Repetto    |
|    | Italia (bandiera) | C     | Marco Rosa         |
|    | Italia (bandiera) | A     | Roberto Barozzi    |
|    | Italia (bandiera) | A     | Claudio De Tommasi |
|    | Italia (bandiera) | A     | Franco Piccinetti  |
|    | Italia (bandiera) | A     | Giovanni Sartori   |
|    | Italia (bandiera) | A     | Pasquale Viscido   |

## Risultati

### Serie B

#### Girone di andata
| Arbitro: | Tubertini (Bologna) |

|                         |           |             |
| Sartori 38’ Biagini 84’ | Marcatori | 48’ Fattori |

| Arbitro: | Lombardo (Marsala) |

|  |           |                        |
|  | Marcatori | 20’ Crusco 35’ Sartori |

| Arbitro: | Parussini (Udine) |

|             |           |           |
| Sartori 31’ | Marcatori | 44’ Manzo |

| Rimini 4 ottobre 1981 4ª giornata | Rimini            | 0 – 0 referto | Cavese | Stadio Romeo Neri\| Arbitro: \| Pirandola (Lecce) \| |
| Arbitro:                          | Pirandola (Lecce) |               |        |                                                      |

| Arbitro: | Patrussi (Arezzo) |

|                       |           |  |
| De Tommasi 78’ (rig.) | Marcatori |  |

| Arbitro: | Magni (Bergamo) |

|                                |           |  |
| Montesano 36’ Lopez 51’ (rig.) | Marcatori |  |

| Cava de' Tirreni 25 ottobre 1981 7ª giornata | Cavese           | 0 – 0 referto | Pisa | Stadio comunale\| Arbitro: \| Altobelli (Roma) \| |
| Arbitro:                                     | Altobelli (Roma) |               |      |                                                   |

| Cava de' Tirreni 1 novembre 1981 8ª giornata | Cavese         | 0 – 0 referto | Varese | Stadio comunale\| Arbitro: \| Tani (Livorno) \| |
| Arbitro:                                     | Tani (Livorno) |               |        |                                                 |

| Arbitro: | Redini (Pisa) |

|                                |           |  |
| Cavagnetto 44’ (rig.) Caso 52’ | Marcatori |  |

| Arbitro: | Pieri (Genova) |

|                       |           |                       |
| Sasso 39’ Biagini 78’ | Marcatori | 85’ (rig.) Speggiorin |

| Arbitro: | Bianciardi (Siena) |

|              |           |  |
| De Nadai 52’ | Marcatori |  |

| Brescia 29 novembre 1981 12ª giornata | Brescia       | 0 – 0 referto | Cavese | Stadio Mario Rigamonti\| Arbitro: \| Lops (Torino) \| |
| Arbitro:                              | Lops (Torino) |               |        |                                                       |

| Arbitro: | Menicucci (Firenze) |

|                                           |           |             |
| Sartori 32’ (rig.), 58’ (rig.) Pavone 87’ | Marcatori | 69’ Tivelli |

| Arbitro: | Lanese (Messina) |

|                                                         |           |  |
| Frappampina 8’ Iorio 19’, 35’ Bagnato 53’ Bresciani 74’ | Marcatori |  |

| Arbitro: | Giaffreda (Roma) |

|                       |           |               |
| De Tommasi 52’ (rig.) | Marcatori | 41’ Stanzione |

| Arbitro: | Falzier (Treviso) |

|                                   |           |            |
| De Tommasi 14’ (rig.) Sartori 55’ | Marcatori | 88’ Vialli |

| Arbitro: | Paparesta (Bari) |

|                         |           |                |
| Re 8’ Capone 52’ (rig.) | Marcatori | 56’ Chinellato |

| Cava de' Tirreni 17 gennaio 1982 18ª giornata | Cavese          | 0 – 0 referto | Catania | Stadio comunale\| Arbitro: \| Magni (Bergamo) \| |
| Arbitro:                                      | Magni (Bergamo) |               |         |                                                  |

| Arbitro: | Polacco (Conegliano) |

|  |           |            |
|  | Marcatori | 84’ Cupini |

#### Girone di ritorno
| Arbitro: | Giaffreda (Roma) |

|                             |           |  |
| Odorizzi 43’ Penzo 68’, 77’ | Marcatori |  |

| Arbitro: | Bianciardi (Siena) |

|                                                           |           |             |
| Volpi 15’ (aut.) De Tommasi 33’ Sasso 54’, 65’ Crusco 73’ | Marcatori | 8’ Matteoli |

| Arbitro: | Altobelli (Roma) |

|                         |           |  |
| Zanone 1’ Garritano 70’ | Marcatori |  |

| Arbitro: | Lombardo (Marsala) |

|                      |           |  |
| Sasso 17’ Pavone 50’ | Marcatori |  |

| Arbitro: | Paparesta (Bari) |

|            |           |             |
| Cerone 39’ | Marcatori | 86’ Polenta |

| Cava de' Tirreni 14 marzo 1982 25ª giornata | Cavese            | 0 – 0 referto | Palermo | Stadio comunale\| Arbitro: \| Tonolini (Milano) \| |
| Arbitro:                                    | Tonolini (Milano) |               |         |                                                    |

| Arbitro: | Falzier (Treviso) |

|            |           |  |
| Casale 55’ | Marcatori |  |

| Arbitro: | Pairetto (Torino) |

|  |           |            |
|  | Marcatori | 88’ Pavone |

| Arbitro: | Paparesta (Bari) |

|           |           |  |
| Sasso 69’ | Marcatori |  |

| Arbitro: | Vitali (Bologna) |

|             |           |  |
| Perrotta 3’ | Marcatori |  |

| Cava de' Tirreni 18 aprile 1982 30ª giornata | Cavese           | 0 – 0 referto | Lazio | Stadio comunale\| Arbitro: \| Lanese (Messina) \| |
| Arbitro:                                     | Lanese (Messina) |               |       |                                                   |

| Arbitro: | Milan (Treviso) |

|  |           |           |
|  | Marcatori | 63’ Adami |

| Arbitro: | Leni (Perugia) |

|                    |           |  |
| Tivelli 75’ (rig.) | Marcatori |  |

| Cava de' Tirreni 9 maggio 1982 33ª giornata | Cavese            | 0 – 0 referto | Bari | Stadio comunale\| Arbitro: \| Pairetto (Torino) \| |
| Arbitro:                                    | Pairetto (Torino) |               |      |                                                    |

| Foggia 16 maggio 1982 34ª giornata | Foggia            | 0 – 0 referto | Cavese | Stadio Pino Zaccheria\| Arbitro: \| Tonolini (Milano) \| |
| Arbitro:                           | Tonolini (Milano) |               |        |                                                          |

| Arbitro: | Bianciardi (Siena) |

|                    |           |  |
| Finardi 16’ (rig.) | Marcatori |  |

| Arbitro: | Pieri (Genova) |

|             |           |              |
| Polenta 58’ | Marcatori | 23’ Desolati |

| Arbitro: | Tubertini (Bologna) |

|                                           |           |                |
| Vella 8’ Crialesi 20’, 75’ Cantarutti 23’ | Marcatori | 64’ De Tommasi |

| Cava de' Tirreni 13 giugno 1982 38ª giornata | Cavese              | 0 – 0 referto | Lecce | Stadio comunale\| Arbitro: \| Menegalli (Bologna) \| |
| Arbitro:                                     | Menegalli (Bologna) |               |       |                                                      |

### Coppa Italia

#### Fase a gironi
| Arbitro: | Mattei (Macerata) |

|  |           |                            |
|  | Marcatori | 3’ Marocchino 83’ Tardelli |

| Arbitro: | Giaffreda (Roma) |

|                         |           |  |
| Baldoni 6’ Saltutti 31’ | Marcatori |  |

| Arbitro: | Lanese (Messina) |

|                                    |           |  |
| Dossena 34’ Pulici 71’ (rig.), 86’ | Marcatori |  |

| Cava de' Tirreni 6 settembre 1981 5ª giornata | Cavese             | 0 – 0 Referto | Perugia | Stadio comunale\| Arbitro: \| Patrussi (Ravenna) \| |
| Arbitro:                                      | Patrussi (Ravenna) |               |         |                                                     |

## Statistiche

### Statistiche di squadra
Di seguito sono riportati le statistiche di squadra della Cavese.
| Competizione | Punti | In casa | In casa | In casa | In casa | In casa | In casa | In trasferta | In trasferta | In trasferta | In trasferta | In trasferta | In trasferta | Totale | Totale | Totale | Totale | Totale | Totale | DR  |
| Competizione | Punti | G       | V       | N       | P       | Gf      | Gs      | G            | V            | N            | P            | Gf           | Gs           | G      | V      | N      | P      | Gf     | Gs     | DR  |
| ------------ | ----- | ------- | ------- | ------- | ------- | ------- | ------- | ------------ | ------------ | ------------ | ------------ | ------------ | ------------ | ------ | ------ | ------ | ------ | ------ | ------ | --- |
| Serie B      | 36    | 19      | 8       | 10      | 1       | 21      | 9       | 19           | 3            | 4            | 12           | 7            | 26           | 38     | 11     | 14     | 13     | 28     | 35     | -7  |
| Coppa Italia | 1     | 2       | 0       | 1       | 1       | 0       | 2       | 2            | 0            | 0            | 2            | 0            | 5            | 4      | 0      | 1      | 3      | 0      | 7      | -5  |
| Totale       | -     | 21      | 8       | 11      | 2       | 21      | 11      | 21           | 3            | 4            | 14           | 7            | 31           | 42     | 11     | 15     | 16     | 28     | 42     | -12 |

### Statistiche dei giocatori
Di seguito sono riportati le statistiche giocatori della Cavese.
| Giocatore     | Serie B  | Serie B | Serie B     | Serie B    | Coppa Italia | Coppa Italia | Coppa Italia | Coppa Italia | Totale   | Totale | Totale      | Totale     |
| Giocatore     | Presenze | Reti    | Ammonizioni | Espulsioni | Presenze     | Reti         | Ammonizioni  | Espulsioni   | Presenze | Reti   | Ammonizioni | Espulsioni |
| ------------- | -------- | ------- | ----------- | ---------- | ------------ | ------------ | ------------ | ------------ | -------- | ------ | ----------- | ---------- |
| R. Barozzi    | 22       | 0       | ?           | ?          | 2            | 0            | ?            | ?            | 24       | 0      | ?           | ?          |
| P. Biagini    | 19       | 2       | ?           | ?          | 4            | 0            | ?            | ?            | 23       | 2      | ?           | ?          |
| P. Biancardi  | 15       | 0       | ?           | ?          | 0            | 0            | ?            | ?            | 15       | 0      | ?           | ?          |
| G. Chinellato | 34       | 1       | ?           | ?          | 3            | 0            | ?            | ?            | 37       | 1      | ?           | ?          |
| G. Costaggiu  | 2        | 0       | ?           | ?          | 2            | 0            | ?            | ?            | 4        | 0      | ?           | ?          |
| A. Crusco     | 34       | 2       | ?           | ?          | 1            | 0            | ?            | ?            | 35       | 2      | ?           | ?          |
| A. Cupini     | 37       | 1       | ?           | ?          | 4            | 0            | ?            | ?            | 41       | 1      | ?           | ?          |
| C. De Tommasi | 27       | 5       | ?           | ?          | 4            | 0            | ?            | ?            | 31       | 5      | ?           | ?          |
| G. Gregorio   | 5        | 0       | ?           | ?          | 1            | 0            | ?            | ?            | 6        | 0      | ?           | ?          |
| G. Guerini    | 24       | 0       | ?           | ?          | 4            | 0            | ?            | ?            | 28       | 0      | ?           | ?          |
| S. Mari       | 15       | 0       | ?           | ?          | 2            | 0            | ?            | ?            | 17       | 0      | ?           | ?          |
| F. Paleari    | 38       | -35     | ?           | ?          | 4            | -7           | ?            | ?            | 42       | -42    | ?           | ?          |
| D. Parolari   | 0        | 0       | ?           | ?          | 0            | 0            | ?            | ?            | 0        | 0      | ?           | ?          |
| G. Pavone     | 36       | 3       | ?           | ?          | 4            | 0            | ?            | ?            | 40       | 3      | ?           | ?          |
| F. Piccinetti | 1        | 0       | ?           | ?          | 0            | 0            | ?            | ?            | 1        | 0      | ?           | ?          |
| R. Pidone     | 32       | 0       | ?           | ?          | 4            | 0            | ?            | ?            | 36       | 0      | ?           | ?          |
| A. Pigino     | 0        | -0      | ?           | ?          | 0            | -0           | ?            | ?            | 0        | -0     | ?           | ?          |
| A. Polenta    | 35       | 2       | ?           | ?          | 4            | 0            | ?            | ?            | 39       | 2      | ?           | ?          |
| G. Repetto    | 30       | 0       | ?           | ?          | 4            | 0            | ?            | ?            | 34       | 0      | ?           | ?          |
| M. Rosa       | 1        | 0       | ?           | ?          | 0            | 0            | ?            | ?            | 1        | 0      | ?           | ?          |
| G. Sartori    | 26       | 6       | ?           | ?          | 0            | 0            | ?            | ?            | 26       | 6      | ?           | ?          |
| R. Sasso      | 22       | 5       | ?           | ?          | 0            | 0            | ?            | ?            | 22       | 5      | ?           | ?          |
| P. Viscido    | 16       | 0       | ?           | ?          | 2            | 0            | ?            | ?            | 18       | 0      | ?           | ?          |